# Reggello
Reggello település Olaszországban, Toszkána régióban, Firenze megyében. Lakosainak száma 16 485 fő (2023. január 1.). Reggello Figline e Incisa Valdarno, Montemignaio, Pelago, Rignano sull’Arno, Castel San Niccolò és Castelfranco Piandiscò községekkel határos.

## Népesség
A település lakossága az elmúlt években az alábbi módon változott:
| Lakosok száma | 16 314 | 16 543 | 16 485 |
|               | 2013   | 2018   | 2023   |